# Эуллер
Эуллер Элиас де Карвальо (порт.-браз. Euller Elias de Carvalho; 15 марта 1971, Фелисландия) — бразильский футболист, правый нападающий.

## Карьера
Эуллер начал свою карьеру в клубах «Венда Нова» и «Америка Минейро». В 1993 году он выиграл с клубом титул чемпиона штата. В тот же период футболист получил своё прозвище — «Сын ветра» (порт.-браз. O Filho do Vento), которое было придумано комментатором Милтоном Невесом на одной из передач Rádio Itatiaia. На следующий год футболист перешёл в «Сан-Паулу» и в первые же месяцы в клубе выиграл Рекопу Южной Америки. Более того, финальной игре против «Ботафого» нападающий забил последний гол. В том же году «Сан-Паулу» вышел в финал Кубка Либертадорес, но в нём клуб проиграл в серии пенальти «Велес Сарсфилду»; Эуллер свой пенальти реализовал.
В 1995 году форвард возвратился в Минас-Жерайс, подписав контракт с «Атлетико Минейро». Его дебютной игрой стал матч 8 февраля против «Фламенго». В «Атлетико» он провёл два сезона составляя дуэт с Реналдо, в первом из которых был выиграл титул чемпиона штата. В 1997 году Эуллер перешёл в «Палмейрас», где дебютировал 1 июля в матче с «Баией»; через 4 дня он забил свой первый мяч, поразив ворота «Флуминенсе». Год позже он стал игроком японского клуба «Верди Кавасаки». В 1998 году нападающий возвратился в «Палмейрас», с которым годом позже выиграл Кубок Либертадорес. В финальной игре с «Депортиво Кали» Эуллер забил решающий пенальти в послематчевой серии. Годом позже форвард отпраздновал победу в турнире Рио-Сан-Паулу. Эуллер бегал на поле настолько быстро, что было проведено расследование, выяснявшее, мог ли футболист принимать запрещённые препараты. Расследование следов допинга не выявило. Всего за клуб он провёл 115 матчей (53 побед, 34 ничьих и 28 поражений) и забил 40 голов.
Затем он перешёл в «Васко да Гаму». С этой командой Эуллер выиграл Кубок Меркосур, при этом в финальной серии был обыгран бывший клуб нападающего, «Палмейрас». Во время игры за «Васко», его партнёр по атаке, Ромарио, назвал Эуллера самым важным игроком команды. В 2002 году нападающий стал игроком японского «Касима Антлерс». Там игрок выиграл Кубок Джей-лиги и Кубок чемпионов А3. В 2004 году он перешёл в «Сан-Каэтано» и привёл клуб к наивысшему истории достижению — победе в чемпионате штата. Затем он год провёл в «Атлетико Минейро». Затем вернулся в Америка Минейро, где провёл полтора года. Затем стал игроком клуба «Тупинамбас». В 2008 году форвард в последний раз возвратился в «Америку» и в первый же год выиграл с командой серебряные медали чемпионата штата. В 2011 году Эуллер завершил свою игровую карьеру.
Завершив карьеру, Эуллер открыл свою сеть магазинов и вентиляторов, назвав её своим прозвищем — «Filho do Vento». Сеть стала одной из крупнейших в Бразилии. В марте 2016 года Эуллер был ограблен вооружёнными неизвестными в районе Венда-Нова в Белу-Оризонти.
В сезоне 2019/2020 Эуллер работал главным тренером клуба «Сафор» из Гандии. В 2022 году он получил тренерскую категорию Про. Эуллер заявил: «Я верю, что через три года буду готов возглавить первую команду клуба. Мой план состоит в том, чтобы начать в низшем дивизионе, а затем стать постоянным ассистентом в клубе. Недавно я контактировал с „Америкой“ и „Атлетико“. Теперь жду ответа».

## Достижения
| Чемпион штата Минас-Жерайс       | 1993, 1995 |
| Обладатель Рекопы Южной Америки  | 1994       |
| Обладатель Кубка Либертадорес    | 1999       |
| Победитель турнира Рио-Сан-Паулу | 2000       |
| Обладатель Кубка Меркосур        | 2000       |
| Обладатель Кубка Джей-лиги       | 2002       |
| Обладатель Кубка чемпионов А3    | 2003       |
| Чемпион штата Сан-Паулу          | 2004       |